# Lassaba parvalbidaria
Lassaba parvalbidaria là một loài bướm đêm trong họ Geometridae.

## Hình ảnh

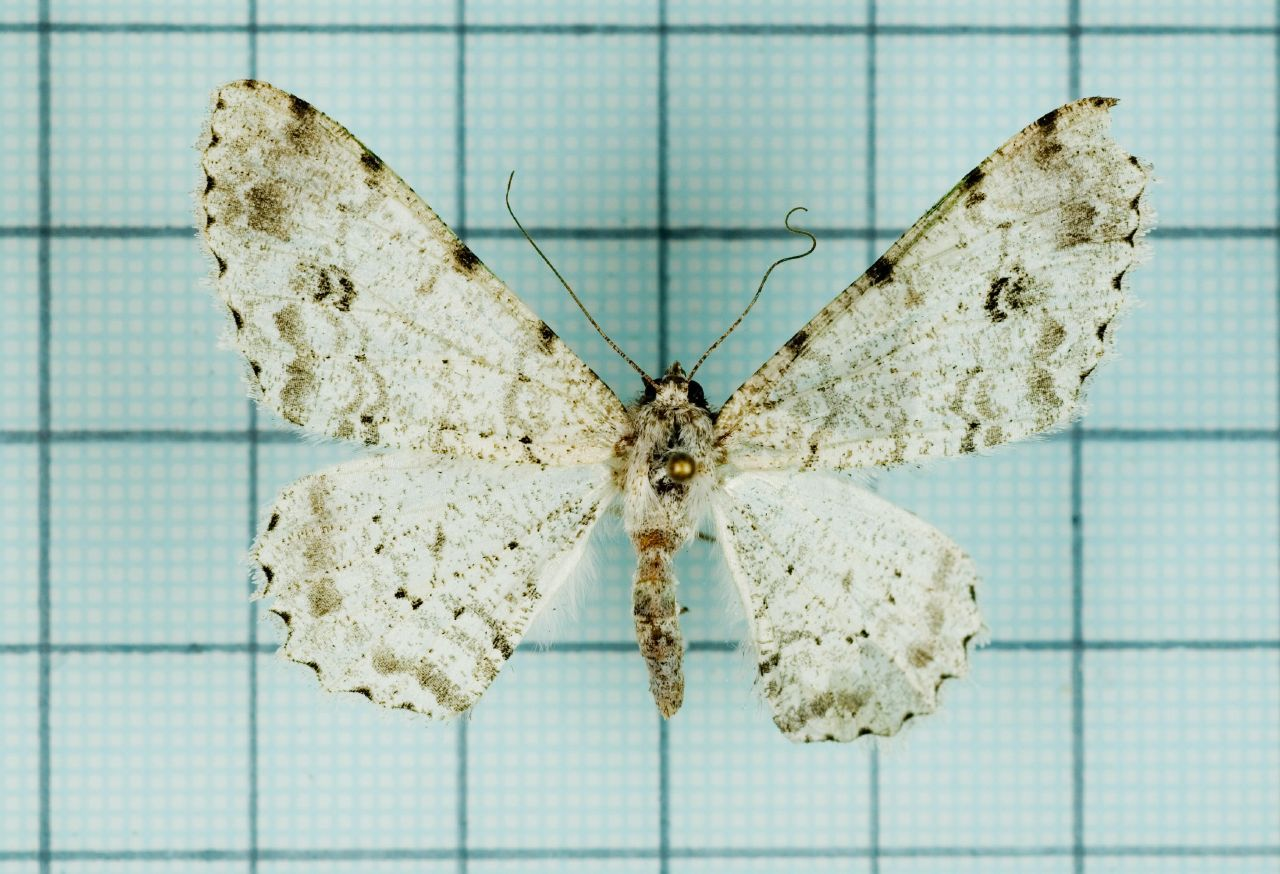
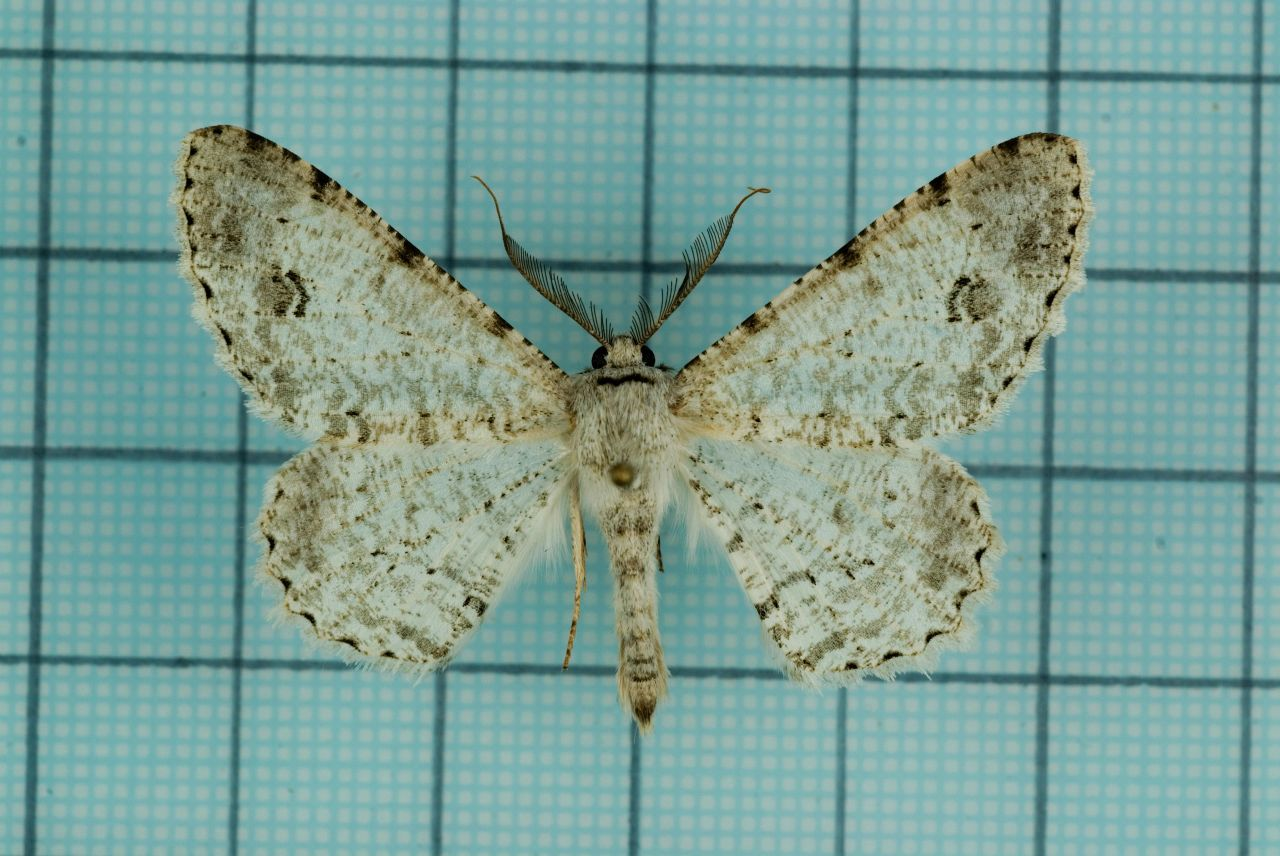
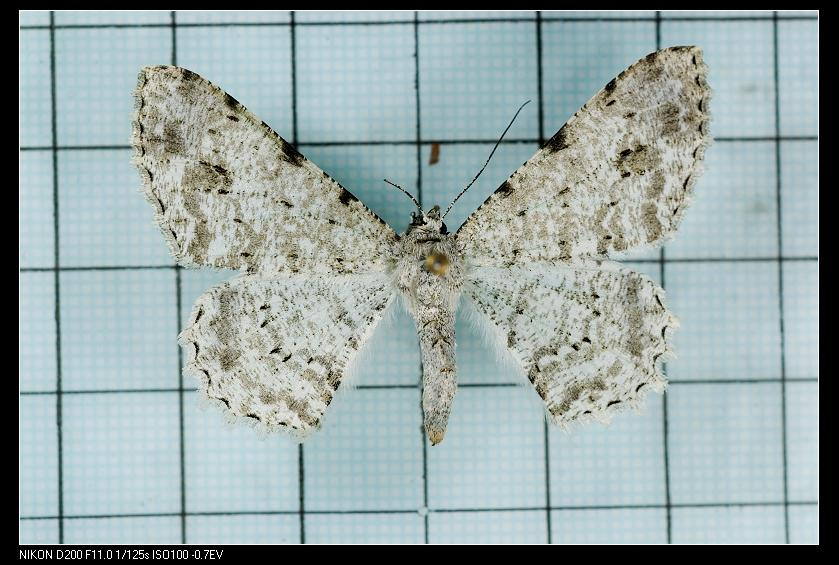
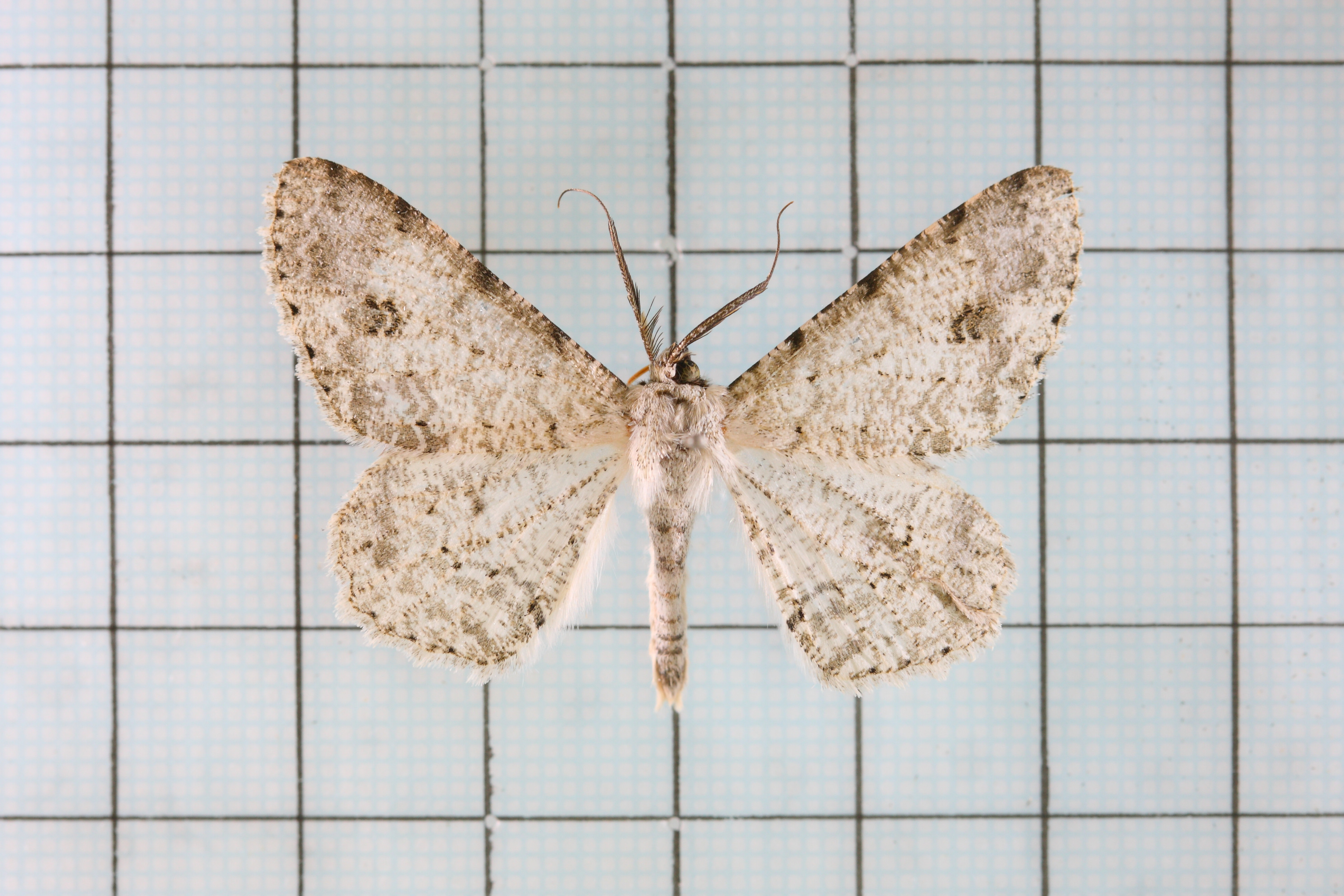